# Rhacophorus depressus
Rhacophorus depressus là một loài ếch trong họ Rhacophoridae.
Các môi trường sống tự nhiên của chúng là sông, đầm nước ngọt, và đầm nước ngọt có nước theo mùa.